# Cindy Burger
Cindy Burger (25 de noviembre de 1992) es una jugadora de tenis neerlandesa.
Su mejor clasificación en la WTA fue la número 180 del mundo, que llegó el 16 de noviembre de 2015. En dobles alcanzó número 200 del mundo, que llegó el 15 de septiembre de 2015. Hasta la fecha, ha ganado dos individuales y cinco títulos de dobles en el ITF tour.
Burger hizo su debut en el cuadro principal de la WTA en 2015 la Copa Colsanitas, donde se clasificó para el cuadro principal.

## Títulos ITF

### Individual (2)
| Torneos de $100,000 |
| Torneos de $75,000  |
| Torneos de $50,000  |
| Torneos de $25,000  |
| Torneos de $15,000  |
| Torneos de $10,000  |

| N.º | Fecha                | Torneo             | Superficie | Oponentes          | Resultado |
| --- | -------------------- | ------------------ | ---------- | ------------------ | --------- |
| 1.  | 25 de agosto de 2013 | Bucarest, Rumania  | Arcilla    | Cristina Adamescu  | 6–4, 6–4  |
| 2.  | 29 de marzo de 2015  | Périgueux, Francia | Arcilla    | Florencia Molinero | 7–5, 6–1  |